# Human Being
Human Being es el tercer álbum de estudio del músico británico Seal.

## Lista de canciones
| N.º   | Título                   | Duración |  |
| 1.    | «Human beings»           | 4:34     |  |
| 2.    | «State of grace»         | 5:00     |  |
| 3.    | «Latest craze»           | 4:27     |  |
| 4.    | «Just like you said»     | 4:15     |  |
| 5.    | «Princess»               | 1:57     |  |
| 6.    | «Lost my faith»          | 4:35     |  |
| 7.    | «Excerpt from»           | 3:03     |  |
| 8.    | «When a man is wrong»    | 4:16     |  |
| 9.    | «Colour»                 | 5:22     |  |
| 10.   | «Still love remains»     | 5:55     |  |
| 11.   | «No easy way»            | 5:47     |  |
| 12.   | «Human beings (Reprise)» | 3:22     |  |
| 51:34 |                          |          |  |